# دوشیزه جهان ۲۰۱۹
دوشیزه جهان ۲۰۱۹ (انگلیسی: Miss Universe 2019)؛ ۶۸مین دوره دوشیزه جهان بود، که در ۸ دسامبر ۲۰۱۸ در نها استودیوهای تایلر پری، آتلانتا، جورجیا، ایالات متحده آمریکا برگزار شد. زوزیبینی تونزی از آفریقای جنوبی توانست برنده این رویداد شود.